# O-1871
O-1871是一种人工合成的大麻素，化学式C
23H
38O
2，由Organix Inc的科学家在2002开发，结构上与CP 47,497类似。